# Pénzjegynyomda Zrt.
A Pénzjegynyomda Zrt. a Magyar Nemzeti Bank többségi tulajdonában álló cég, mely kiemelt biztonsági követelményeknek megfelelő nyomdászati tevékenységeket, többek között bankjegynyomtatást végez.

## Székhelye
1055 Budapest, Markó u. 13–17.

## Története
1922-ben született döntés a Magyar Pénzjegynyomda Rt. létrehozásáról. A magyar nyomdaipar azonban mindaddig nem foglalkozott pénzjegyek gyártásával, ezért egy semleges államban honos céggel (Orell és Füssli, Zürich) léptek kapcsolatba a szükséges berendezések és technológia beszerzése érdekében. A Pénzjegynyomda Markó utcai épülete 1923–1925 között készült el, Korb Flóris tervei alapján. Ma is ebben az épületben található a cég székhelye.
A Magyar Nemzeti Bank 1924 júniusában kezdte meg a működését. 1925-ben az MNB megszerezte a svájci cégtől az Rt. összes részvényét és a nyomdaüzemet saját kezelésébe vette át. 
A cég első ügyvezető igazgatója dr. techn. Heinrich Frigyes volt, akinek a terveiből származik az egyik első, automatikus törlésű metszetmélynyomógép, a HRM-sorozat. Ennek már az első példányai is nagy érdeklődést váltottak ki 1928-ban mind Nyugat-Európában, mind Kanadában, sőt, Dél-Afrikában is. Az új rendszerű bankjegynyomógépeket exportálták is. 
A második világháború után különösen nagy munkateher nehezedett a nyomdára: a korabeli hiperinfláció miatt bankjegyek tömegét kellett kinyomnia, összesen 23 címletben, az 1945-ben kibocsátott 50 pengőstől az 1946. június 3-i 1 milliárd bilpengőig. A részvénytársaságot 1950-ben államosították; ekkor a Pénzjegynyomda állami vállalatként a Pénzügyminisztérium felügyelete alá került.
A rendszerváltást követően, 1993-ban a Pénzjegynyomda ismét átalakult részvénytársasággá; alapítója az Állami Vagyonkezelő Részvénytársaság volt. A korszerű bankjegyek és okmányok nyomtatásához szükséges speciális papír előállításához ugyanebben az évben a Pénzjegynyomda Rt. megvásárolta a Diósgyőri Papírgyárat.

## Innovációs mérföldkövek

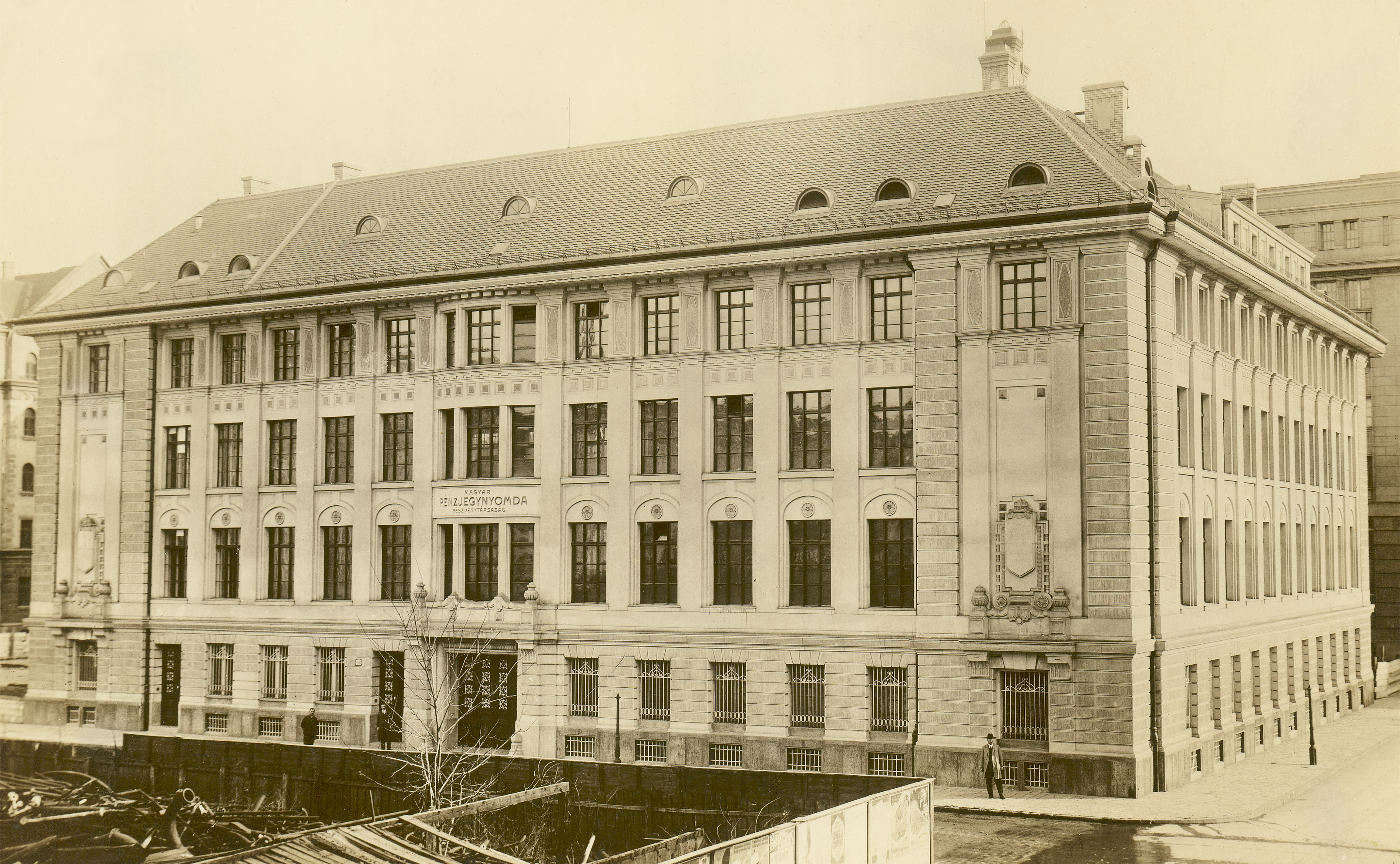
A Pénzjegynyomda épülete 1923 körül

## Nyomtatási technológiák
- Metszet-mélynyomtatási technológia, amely egyedülálló Magyarországon
- Íves ofszetnyomtatás
- Rotációs ofszetnyomtatás, széllyukasztással, keresztperforálással, leporellós kivitelben is
- Szimultán ofszetnyomtatás maximális oldalon belüli, illetve elő- és hátoldali illeszkedési pontossággal
- Írisznyomtatás alkalmazása mindhárom ofszettechnológiánál
- Digitális nyomtatás, megszemélyesítés, számozás, vonalkódnyomtatás
- Magasnyomtatás, sorszámozás
- Pozicionált és szőnyegmintás hologramok felhordása melegprégeléssel
- Szitanyomtatás
- Dombornyomtatás

## Hamisítás elleni védelem
A védett nyomtatványokat a szabad kereskedelemben nem hozzáférhető, csak a szükséges hatósági engedéllyel rendelkező nyomdák számára szállított biztonsági nyomathordozók felhasználásával gyártják.
A nyomathordozók a következő védelmi elemekkel rendelkezhetnek:
Vízjel: Pozitív, negatív vagy árnyalatos kivitelben készülhet, lehet pozicionált vagy szőnyeg elrendezésű.
Biztonsági szálak: Készülhetnek fémgőzölt vagy transzparens kivitelben. Mágneses tulajdonságokkal is rendelkezhetnek, de természetes megvilágításban láthatatlan, UV-fényben fluoreszkáló vagy foszforeszkáló kivitelűek is lehetnek. A megrendelő igénye szerint szöveget is tartalmazhatnak.
Pelyhezőrostok: Természetes fénynél lehetnek színesek vagy láthatatlanok, UV-sugárzásnál egy vagy több színben fluoreszkálók.
Vegyvédelem: Illetéktelen vegyszeres beavatkozás esetén a vegyi védelemmel ellátott nyomathordozó elszíneződik.
Különleges tulajdonságú biztonsági festékek: A nyomtatás során alkalmazott biztonsági festékek eltérnek a kereskedelemben mindenki számára elérhető festékektől.

A megrendelővel történő egyeztetés alapján kerülnek kiválasztásra, alkalmazásra, és az alábbi tulajdonságokkal rendelkezhetnek:
- UV lumineszkáló festékek (UV sugárzás hatására fényt bocsátanak ki, különböző színek elérhetőek)
- optikai színváltós festékek (a rátekintés irányától függően változtatja a színét)
- vegyvédelemmel ellátott festékek
- mágneses festékek (mérhető mágneses tulajdonsága van)
- egyéb speciális festékek

## Termékek

### Okmányok
A Pénzjegynyomda Zrt. okmánytermékei gyártásához egyedi, a nemzetközi biztonsági és előállítási követelményeknek megfelelő alapanyagokat és magas szintű védelmi elemeket használ fel. Kialakítását tekintve többféle okmánytípus, a füzet alapú okmányok és az egylapos okmányok, továbbá a kártya formátumú okmányok gyártása történik.

### Adójegy, zárjegy
A 90-es évek második felétől, amióta az adó- és zárjegyek használatát törvény írja elő, a Pénzjegynyomda Zrt. a Nemzeti Adó- és Vámhivatal részére folyamatosan gyárt szeszesital-zárjegyeket és cigaretta-adójegyeket. Mind a szeszesital-zárjegyek, mind pedig a cigaretta-adójegy anyaga csak erre a célra gyártott papír, amely biztonsági grafikát tartalmazó alnyomattal és egyedi azonosítót tartalmazó digitális nyomattal van ellátva.

### Utalványok
Megrendelői igényeknek megfelelően megtervezett kivitelben és korszerű biztonsági elemek alkalmazásával készült vásárlási és ajándékutalványok gyártása. A biztonsági alappapír használatára több lehetőség van, akár az egyéb biztonsági nyomtatványoknál alkalmazott biztonsági elemek felvitelére is, mint például hologramcsík, UV-nyomat, mikroírás, speciális guilloche grafikai vonalrendszer, illetve az egyedi azonosításra alkalmas, többféle szabványnak megfeleltethető OCR kód és a szintén többféle típusból kiválasztható vonalkód.

### Bélyegek
A Magyarországon kibocsátott alkalmi és forgalmi bélyegek jelentős részét, valamint az illetékbélyegek teljes mennyiségét a Pénzjegynyomda Zrt. állítja elő. Magyarországon csak itt készülnek metszet-mélynyomtatású vagy ofszet- és metszetmélynyomtatás kombinációjával előállított bélyegek.

### Értékpapírtermékek
A Pénzjegynyomda Zrt. rendelkezik értékpapír-előállítási tevékenységhez szükséges engedéllyel, amelyet a Pénzügyi Szervezetek Állami Felügyelete (PSZÁF) adott ki. A cég több évtizede gyártja az értékpapírok széles választékát, sőt – Magyarországon egyedül – metszet-mélynyomtatással is képes azokat előállítani.

### Kártyák
A Pénzjegynyomda Zrt. 2001 óta folyamatosan gyárt műanyag, illetve papíralapú kártyákat. A kártyatermékek széles skálán mozognak: a törzsvásárlói, egészségügyi kártyáktól kezdve a beléptető-, távközlési vagy városkártyákon keresztül az okmánykártyákig. Emellett a kártyák tervezéséhez és a megszemélyesítés elvégzéséhez szükséges modern, korszerű géppark áll rendelkezésre.